# Dog Eat Dog (película)
Dog Eat Dog es una película estadounidense de acción y drama de 2016, dirigida por Paul Schrader y escrita por Schrader y Matthew Wilder, basada en la novela homónima de Edward Bunker. La cinta es protagonizada por Nicolas Cage, Willem Dafoe, y Schrader.
La película fue exhibida durante el cierre de la sección Quinzaine des réalisateurs en el Festival de Cannes 2016.

## Reparto
- Nicolas Cage como Troy.[4]
- Willem Dafoe como Mad Dog.[5]
- Paul Schrader como Grecco el Griego.
- Louisa Krause como Zoe.
- Omar Dorsey como Moon Man.
- John Patrick Jordan como Jack Cates.
- Melissa Bolona como Lina.
- Chelsea Mee como Madeleine.
- Chelcie Lynn como Sheila.

## Producción
La fotografía principal del film comenzó el 19 de octubre de 2015 en Cleveland (Ohio). El rodaje también se llevó a cabo en Sheffield Lake, y finalizó el 23 de noviembre de 2015.